# Corsaren

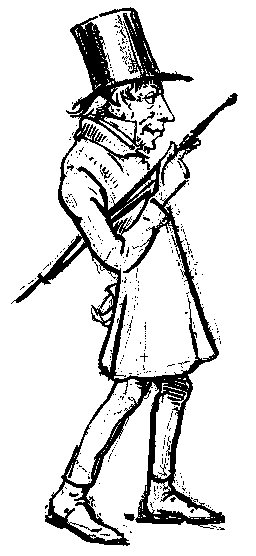
Caricatura de Kierkegaard em O Corsário

Corsaren (dinamarquês para Corsário) foi um semanário satírico e político publicado por Meïr Aron Goldschmidt, que também escreveu a maior parte de seu conteúdo. A primeira edição foi publicada em 8 de outubro de 1840, em Copenhague, Dinamarca. 
Nos primeiros 6 meses, não há no semanário menos de 6 editores devido a questões de censura. Três anos mais tarde que  o nome de Goldschmidt foi impresso no verso como editor. Em 1842, Goldschmidt foi condenado a 24 dias de prisão, uma multa de 200 rigsdaler e censura.
Goldschmidt foi forçado a vender o Corsaren em 1846 por 1.500 rigsdaler.

## Polêmica com Kierkegaard
O Corsaren desempenhou um papel importante na vida de Søren Kierkegaard. Em 1845, um estudo de sua obra publicado por Corsaren enfureceu Kierkegaard onde, segundo ele, não tinham conhecimento real de sua obra, pois elogiavam os dons extraordinários do autor de Ou isso, ou aquilo: um fragmento de vida (publicado sob pseudônimo) e da parte estética de Estádios no caminho da vida. Mas, para Kierkegaard, o essencial das obras eram suas digressões éticas e religiosas. Para não parecer cúmplice desse instrumento de massificação do pensamento, Kierkegaard pediu para ser satirizado. Logo, o jornal começou a soltar caricaturas e ridicularizar o filósofo, fazendo com que Kierkegaard tornasse uma figura cômica na sociedade dinamarquesa.